# Martin Beer (Theologe, 1920)
Martin Beer (* 14. Januar 1920 in Brunn; † 13. August 1988 in Kirchheim bei München) war ein deutscher römisch-katholischer Theologe.

## Leben
Michael Buchberger weihte ihn am 29. Juni 1949 zum Priester. Er war Kaplan in Wörth an der Donau. Er studierte Dogmatik an der Universität München. 1958 promovierte er bei Michael Schmaus in München. Er wurde aufgrund von Kriegsverletzungen ein Pflegefall. Seine Schwester pflegte ihn.

## Schriften (Auswahl)
- Dionysius’ des Kartäusers Lehre vom Desiderium naturale des Menschen nach der Gottesschau. München 1963, OCLC 1164405412.